# 7003 Zoyamironova
7003 Zoyamironova (1976 SZ9) là một tiểu hành tinh vành đai chính được phát hiện ngày 25 tháng 9 năm 1976 bởi N. S. Chernykh ở Đài vật lý thiên văn Crimean.